# モンタギュー・ストリート・トンネル
モンタギュー・ストリート・トンネル（Montague Street Tunnel）はマンハッタンとブルックリンの間にあるイースト川の下をくぐるBMT4番街線のトンネルである。ニューヨーク市地下鉄のN系統、R系統およびW系統がこのトンネルを通過しており、R系統は終日、N系統は深夜にフィナンシャル・ディストリクト経由の列車が、W系統はラッシュ時に上下それぞれ1日3本ずつ通過する。

## 歴史

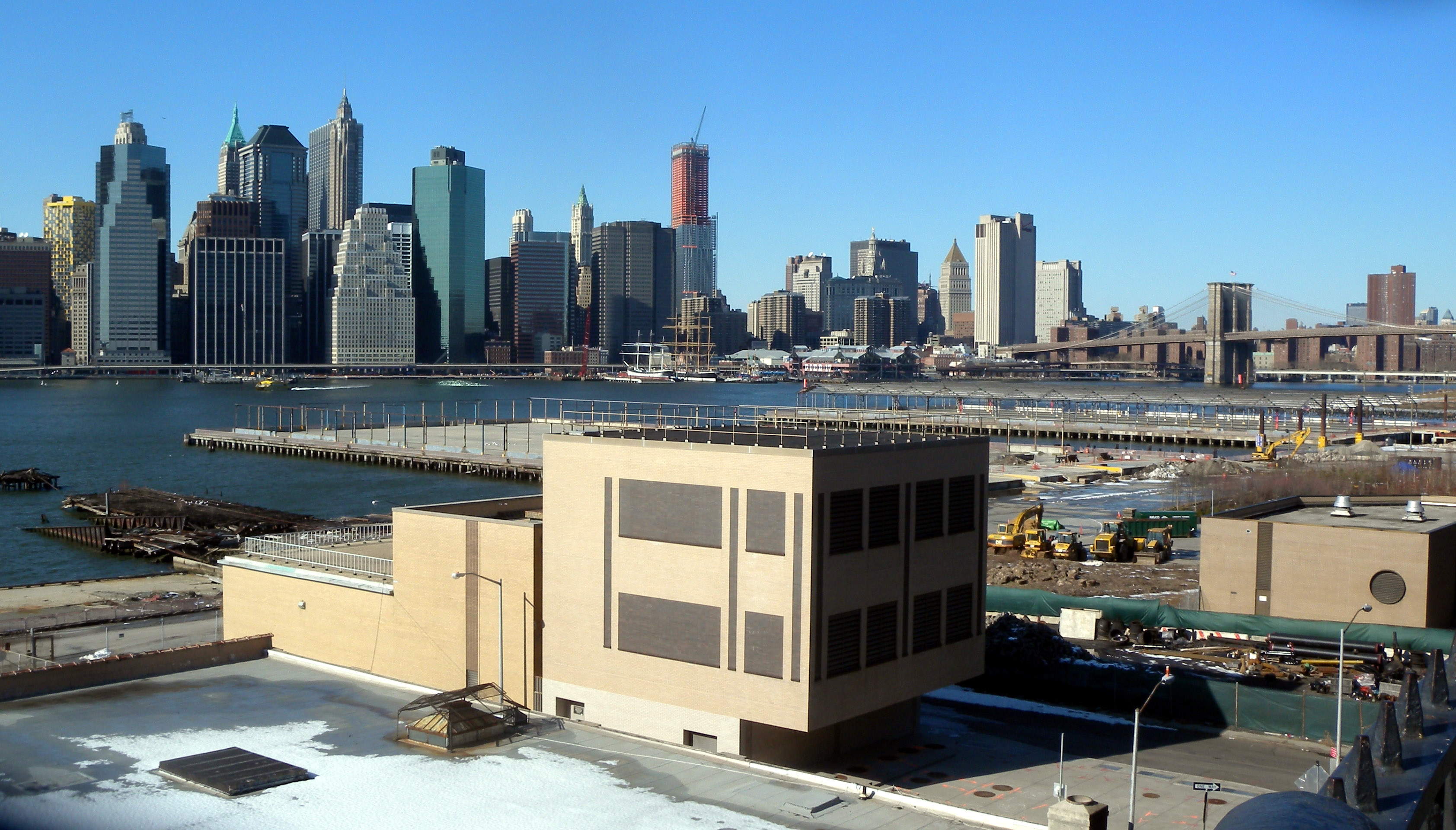
ブルックリンのトンネル内換気建物

トンネルの建設は1914年10月12日に開始された。工法はシールド工法であり、圧縮空気を併用して掘削された。トンネルは後にホランド・トンネルの主任エンジニア、そして名前の由来となったクリフォード・ホランドが設計した。トンネルの北側（マンハッタン側）は1917年6月2日に、南側（ブルックリン側）は同年6月20日に開通した。
そして1920年8月1日に60丁目トンネルと共に運用を開始し列車の運行を開始。翌日より本格的な運用が開始された。この2つのトンネルは、乗客がコニーアイランドからBMTブロードウェイ線でマンハッタンを経由しクイーンズまでたった5セントで18マイル（29km）の旅をすることを可能にした。このトンネルの総工費は9,867,906.52ドルであり、60丁目トンネルの約2倍の金額であった。
1920年12月27日、1万人を超える乗客がトンネルから避難する事となった。原因はホワイトホール・ストリート駅に接近していた列車の集電靴が落下した事であった。落下した集電靴がサードレールに接触した結果電流が短絡し異常を感知した変電所が電力の供給を遮断、トンネル内に10本の列車が取り残された。
2012年10月29日、アメリカ東海岸に大きな傷痕を残したハリケーン・サンディはこのトンネルにも被害を及ぼした。真上がイースト川という立地上浸水が起き、トンネル内のシステムにも甚大な被害が出た。このため修理の間は全ての列車がこの区間の通過を取り止めた。その後12月21日に一部システムが復旧しトンネル内の通過が可能になった。しかし、MTAはトンネル内の全システムの復旧が必要と判断しトンネルは2013年8月2日に再度閉鎖されることとなった。復旧工事は当初2014年10月15日までの開通を予定していたが実際には1ヶ月早い9月15日に全線開通した。

## 備考
- 計画中のロウアー・マンハッタン-ジャマイカ/JFK・トランスポーテーション・プロジェクトにはモンタギュー・ストリート・トンネルとクランベリー・ストリート・トンネルが盛り込まれており、どちらか一方または両方を組み合わせての使用がイースト川の下に新しいトンネルを掘削する代替案として挙げられている[13][14]。
- モンタギュー・ストリート・トンネルは線路容量が余剰気味であり、2010年にはM系統をBMTナッソー・ストリート線からIND6番街線へ、1986年から2004年にかけてはマンハッタン橋の再建に伴いN系統が迂回運転で通過していた[15][16]。